# Oratorium des Louvre

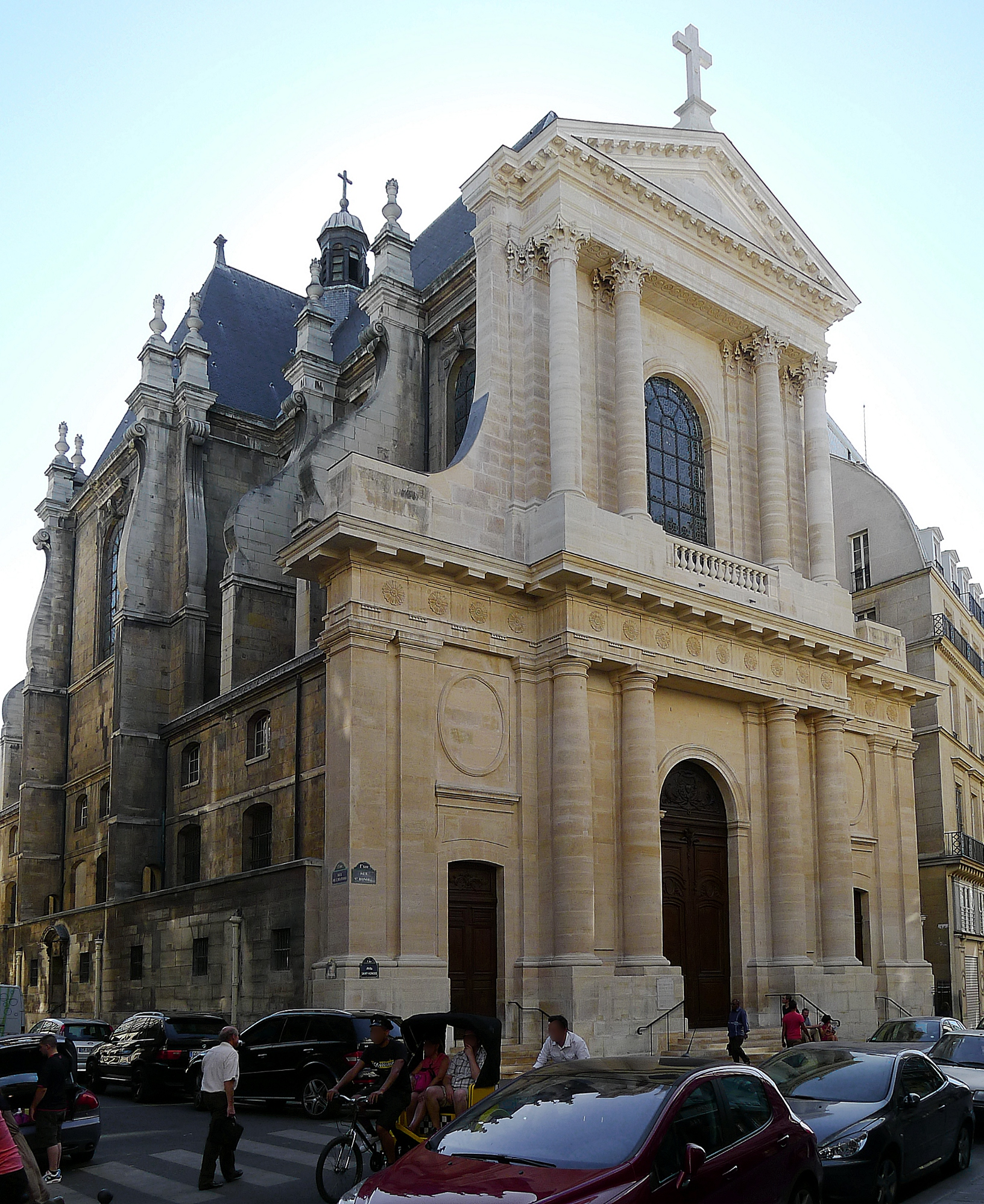
Fassade

Das Oratorium des Louvre (französisch Oratoire du Louvre) bzw. der Temple protestant de l’Oratoire du Louvre ist das Kirchengebäude einer reformierten Gemeinde innerhalb der Vereinigten Protestantischen Kirche Frankreichs in der Rue Saint-Honoré 145 im 1. Arrondissement von Paris auf der anderen Straßenseite des Louvre.

## Geschichte
Während der Regierungszeit Heinrichs IV. versammelten sich die französischen Protestanten (Hugenotten) zum Gottesdienst in dem großen zum Louvre gehörenden Salle des Cariatides, die Kirche nannte sich Église de Madame. Obwohl das Edikt von Nantes von 1598 den Hugenotten nur eingeschränkte Rechte einräumte, konnten die Pariser Protestanten ihre Kirche in einem Umkreis von 6 km um Paris errichten und entschieden sich für Charenton.
Die Kirche wurde 1611 von Pierre de Bérulle als französische Niederlassung des Oratoriums des heiligen Philipp Neri gegründet. Der Bau des Oratoriums begann 1621 unter Ludwig XIII., am 23. Dezember 1623 wurde es von Ludwig XIII. zur Königlichen Kapelle des Louvre ernannt. Die Arbeiten an der Kirche wurden 1625 ausgesetzt und erst 1740 wieder aufgenommen, wobei die Kirche 1745 fertiggestellt wurde.
Sie wurde während der Französischen Revolution 1792 geschlossen, geplündert und in ein Lagerhaus umgewandelt. Das Gebäude des wurde 1811 von Napoleon Bonaparte der protestantischen Gemeinde von St-Louis-du-Louvre übergeben, als diese Kirche abgerissen wurde, um die Erweiterung des Louvre zu ermöglichen. Seitdem finden hier protestantische Gottesdienste statt. 1882 wurde eine eigene Gemeinde gegründet. Seit dem 24. April 1907 steht die Kirche unter Denkmalschutz (siehe auch Liste der Monuments historiques im 1. Arrondissement (Paris)).
Das Oratorium war der Ort der Trauerfeierlichkeiten von Kardinal Richelieu, Ludwig XIII., Königin Anna von Österreich, Königin Maria Theresia und anderer.
Eine Statue und ein Denkmal des Admirals Gaspard de Coligny, eines wichtigen Hugenottenführers des 16. Jahrhunderts, wurde 1889 in der Rue de Rivoli errichtet.

## Temple protestant de l’Oratoire du Louvre
Der Temple protestant de l’Oratoire du Louvre („Protestantischer Tempel des Oratoriums des Louvre“) ist eine liberale protestantische reformierte Kirche, die der Église protestante unie de France (Vereinigte Evangelische Kirche von Frankreich) angeschlossen ist. Sie gilt als eine der bekanntesten reformierten Gemeinden in Paris. Sie ist für ihre liberale Theologie bekannt.
Prominente Pastoren waren:
- Jean Monod (1765–1836)
- Frédéric Monod (1794–1863)
- Paul-Henri Marron (1811–1832)
- Athanase Laurent Charles Coquerel (1832–1868)
- Adolphe Monod (1802–1856)
- Wilfred Monod (1867–1943)
- Théodore Monod (1836–1921)
- Paul Vergara

## Métro
Die nächste Métrostation ist Louvre – Rivoli.

## Orgel

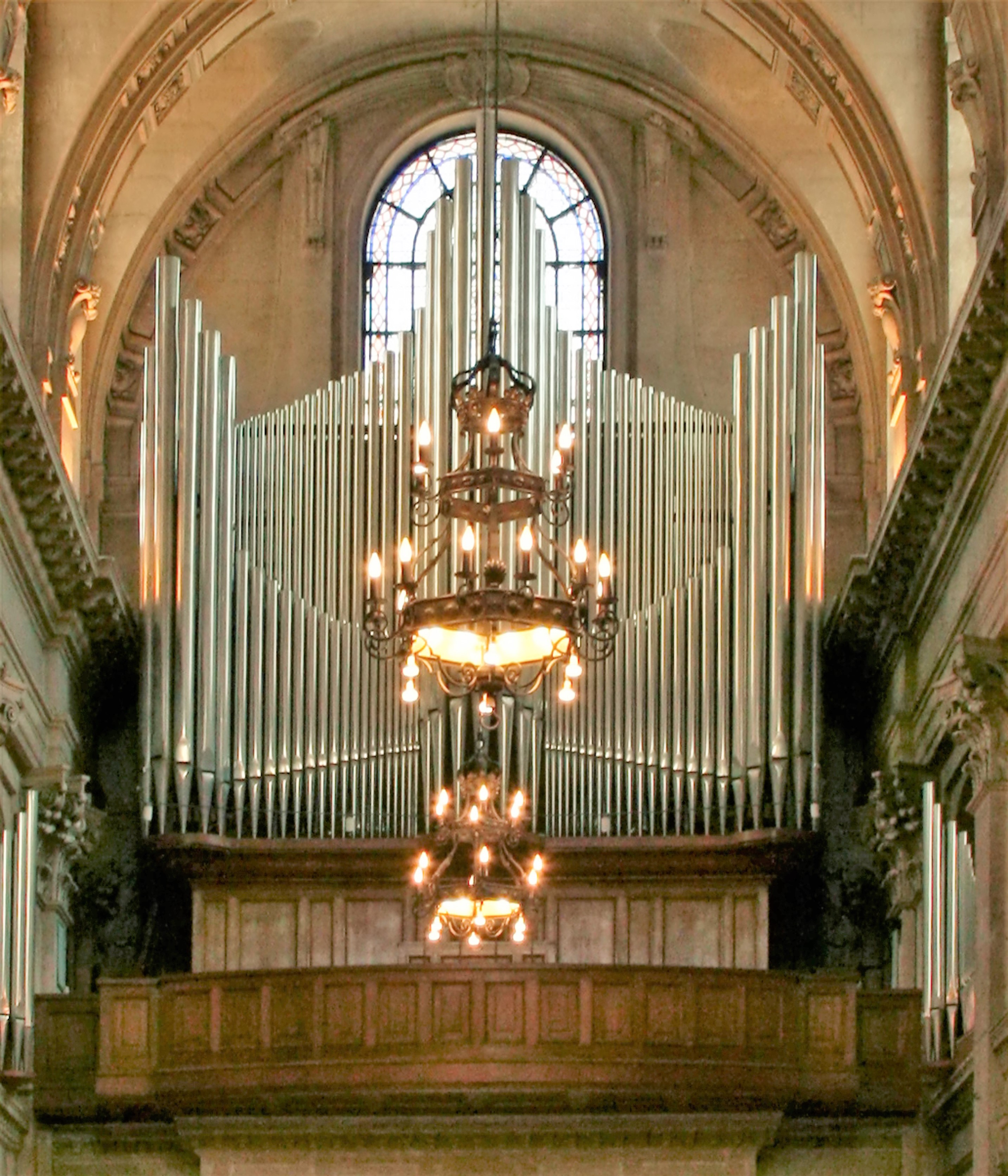
Orgel von Gonzales

Die Orgel wurde 1962 von Victor Gonzales fertiggestellt und am 14. Januar 1962 von Marcel Dupré, Alexandre Cellier, Henriette Puig-Roget und Marie-Louise Girod-Parrot eingeweiht. Das 2. Manual (Positif) ist zweigeteilt und auf den Seitenemporen platziert.
| I Grand-Orgue C–c4 |       |
| Montre             | 16′   |
| Bourdon            | 16′   |
| Montre             | 08′   |
| Bourdon            | 08′   |
| Flûte harmonique   | 08′   |
| Salicional         | 08′   |
| Prestant           | 04′   |
| Flûte douce        | 04′   |
| Quinte ouverte     | 2 ⁄3′ |
| Doublette          | 02′   |
| Fourniture IV      |       |
| Cymbale III        |       |
| Cornet V           |       |
| Bombarde           | 16′   |
| Trompette          | 08′   |
| Clarinette         | 08′   |
| Clairon            | 04′   |

| II Positif C–c4  |        |
| Diapason         | 8′     |
| Principal        | 4′     |
| Nasard           | 2 ⁄3′  |
| Fourniture III   |        |
| Cymbale II       |        |
| Trompette        | 8′     |
| Soprano          | 4′     |
| schwellbar:      |        |
| Flûte creuse     | 8′     |
| Cor de nuit      | 8′     |
| Gemshorn         | 4′     |
| Quarte de nasard | 2′     |
| Tierce           | 1 3⁄5′ |
| Larigot          | 1 ⁄3′  |
| Piccolo          | 1′     |
| Cromorne         | 8′     |

| III Récit expressif C–c4 |        |
| Quintaton                | 16′    |
| Principal                | 08′    |
| Gemshorn                 | 08′    |
| Flûte à fuseau           | 08′    |
| Voix céleste             | 08′    |
| Prestant                 | 04′    |
| Flûte ouverte            | 04′    |
| Nasard                   | 2 ⁄3′  |
| Octavin                  | 02′    |
| Tierce                   | 1 3⁄5′ |
| Fourniture IV            |        |
| Cymbale III              |        |
| Tuba                     | 16     |
| Trompette                | 08     |
| Basson-hautbois          | 08′    |
| Voix humaine             | 08′    |
| Clairon                  | 04′    |

| Pédale C–g1   |         |
| Montre        | 16′     |
| Soubasse      | 16′     |
| Contrebasse   | 16′     |
| Grande quinte | 10 2⁄3′ |
| Principal     | 08′     |
| Bourdon       | 08′     |
| Octave basse  | 08′     |
| Quinte        | 5 1⁄3′  |
| Principal     | 04′     |
| Flûte         | 04′     |
| Choral basse  | 02′     |
| Fourniture IV |         |
| Bombarde      | 16      |
| Basson        | 16′     |
| Trompette     | 08′     |
| Basson        | 08′     |
| Clairon       | 04′     |
| Basson        | 04′     |

## Organisten

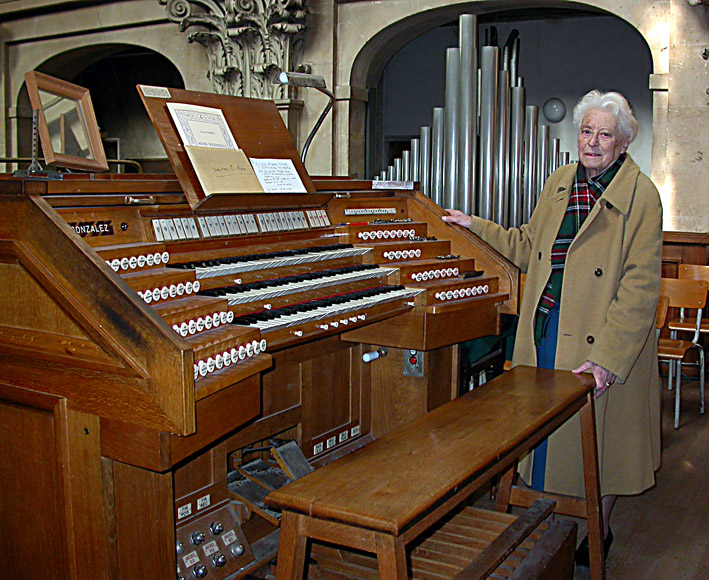
Marie-Louise Girod am Spieltisch der Orgel

- Joseph-Nicolas Lefroid de Méreaux (1811–1838)
- Ernest Meumann (1843)
- Franck Lesur
- Henriette Roget (1934–1979)
- Marie-Louise Girod-Parrot (1941–2008)
- Jean-Dominique Pasquet (2009–2016)
- David Cassan (seit 2017)
- Sarah Kim (seit 2017)

## Galerie

Innen
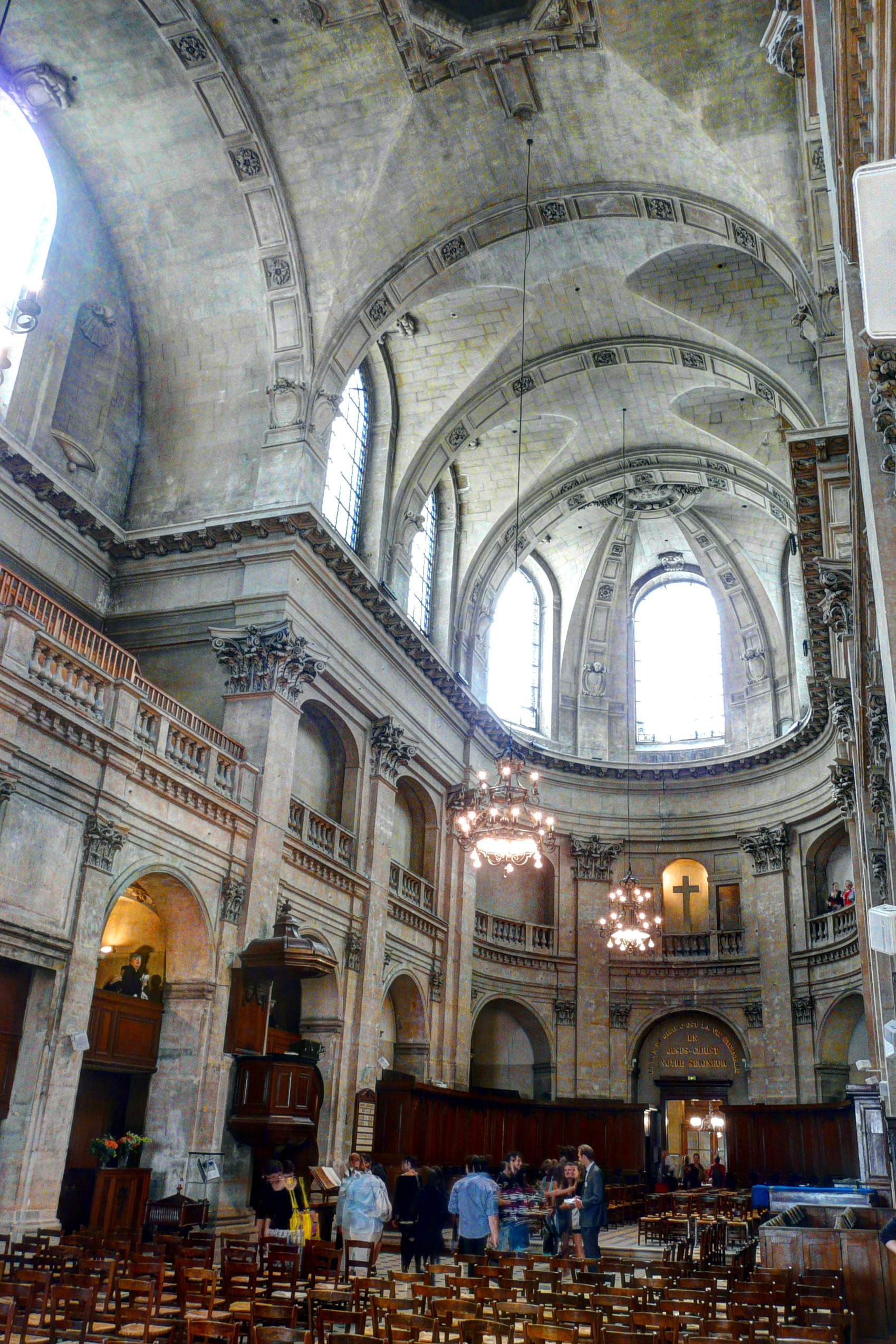
Kanzel und Chor
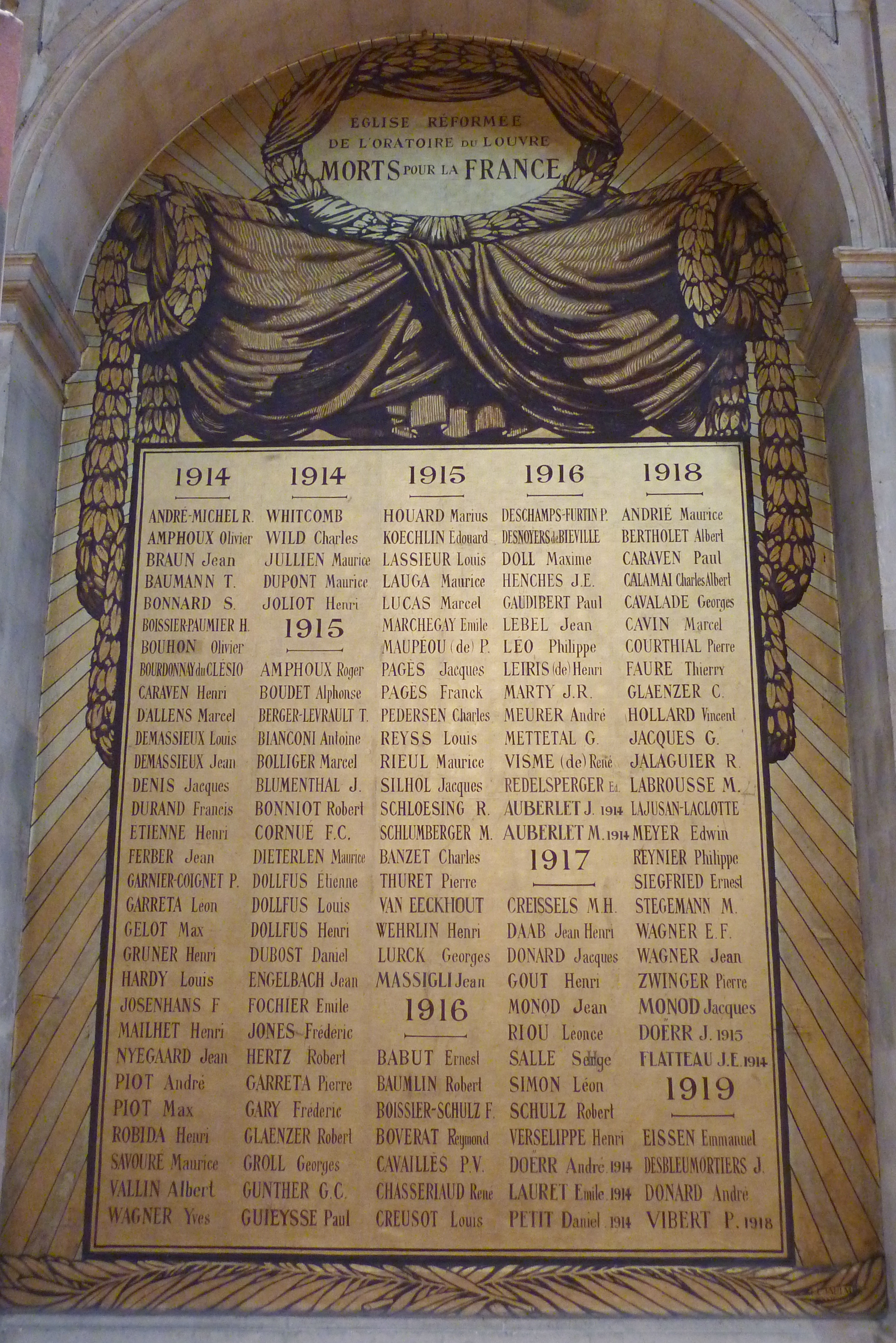
Gedenktafel für die im Ersten Weltkrieg gefallenen Mitglieder der Kirche
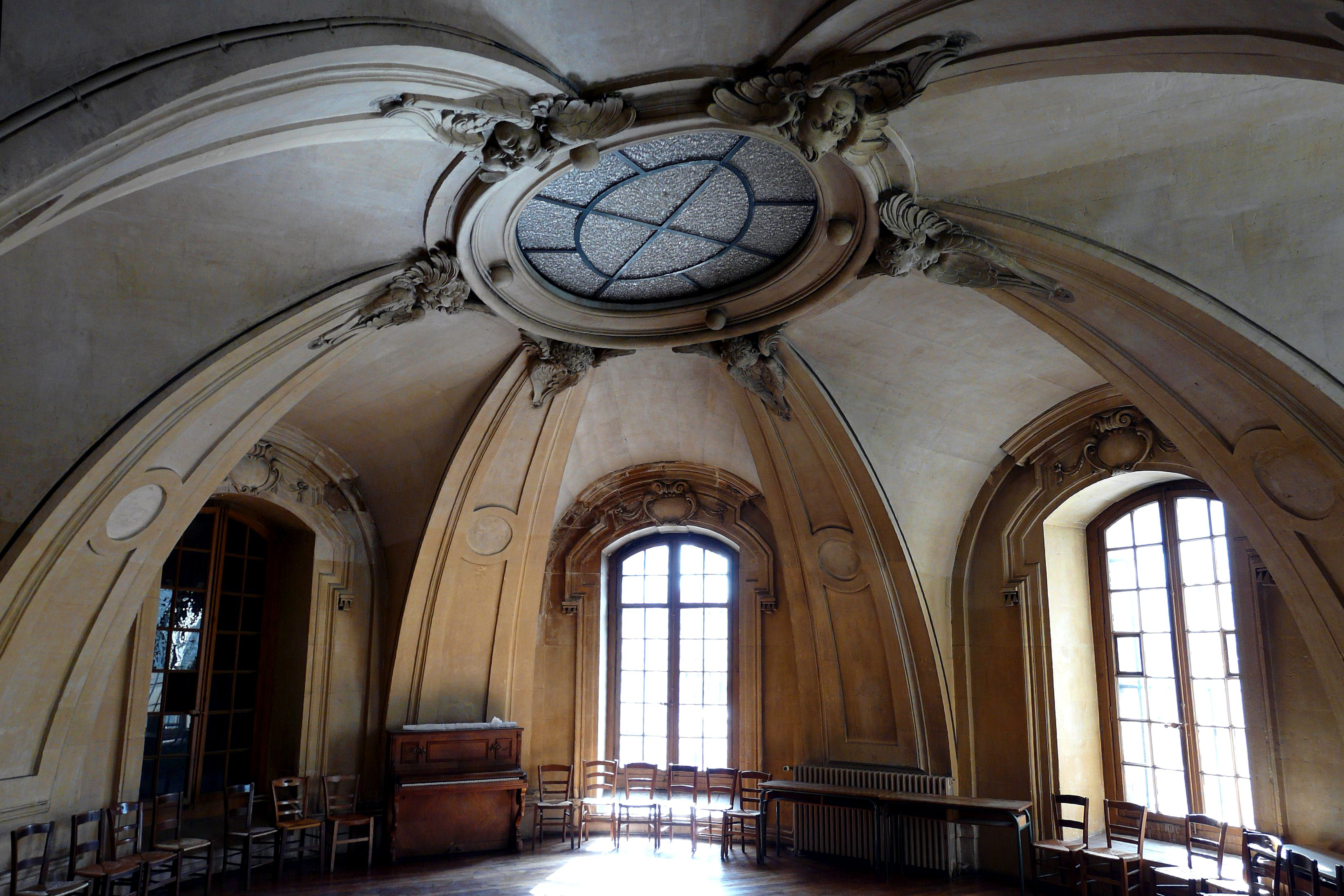
Der obere Raum, einst das Zuhause der American Church in Paris und später der The Scots Kirk, Paris
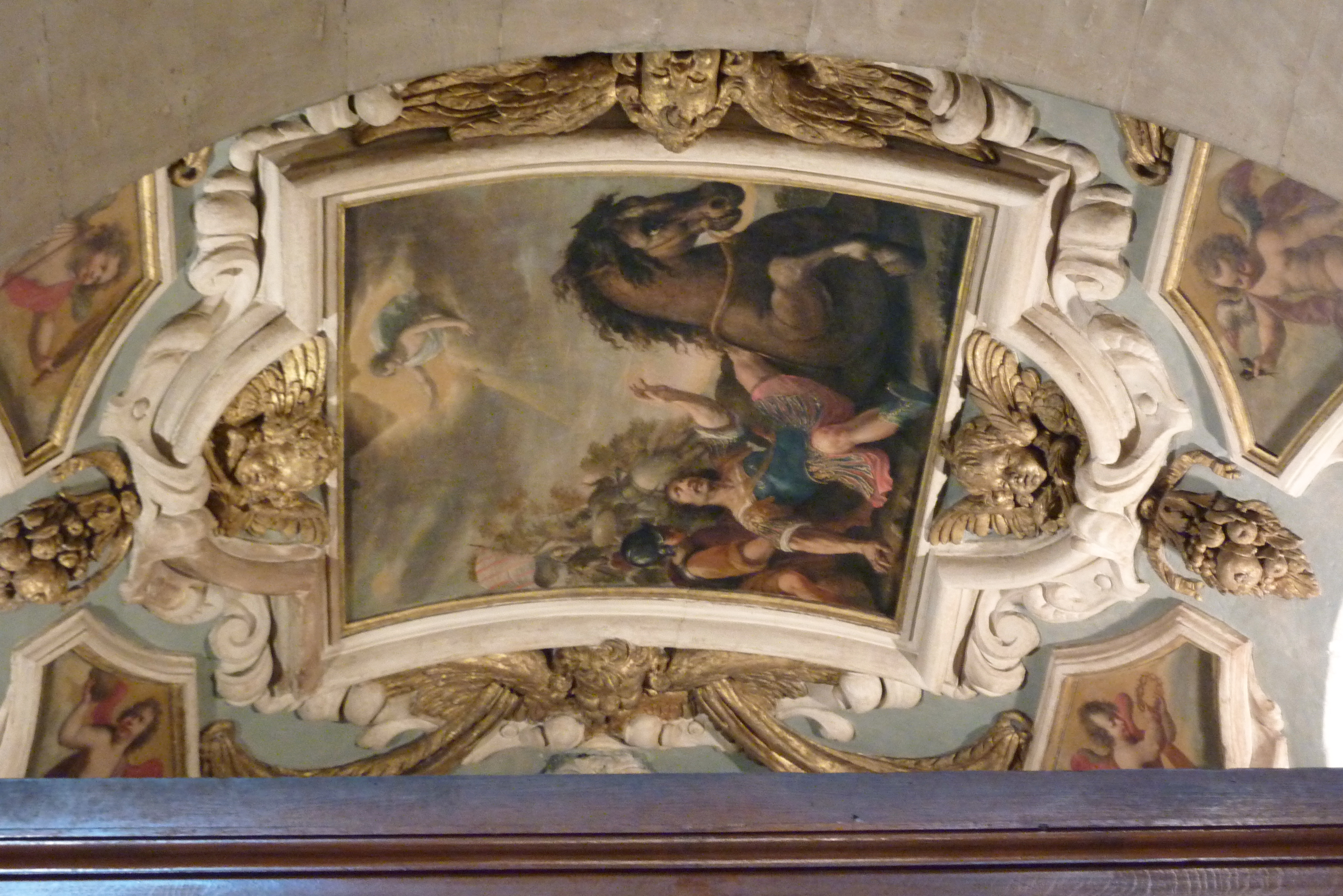
Dekoration, die die französische Revolution überlebte

Außen
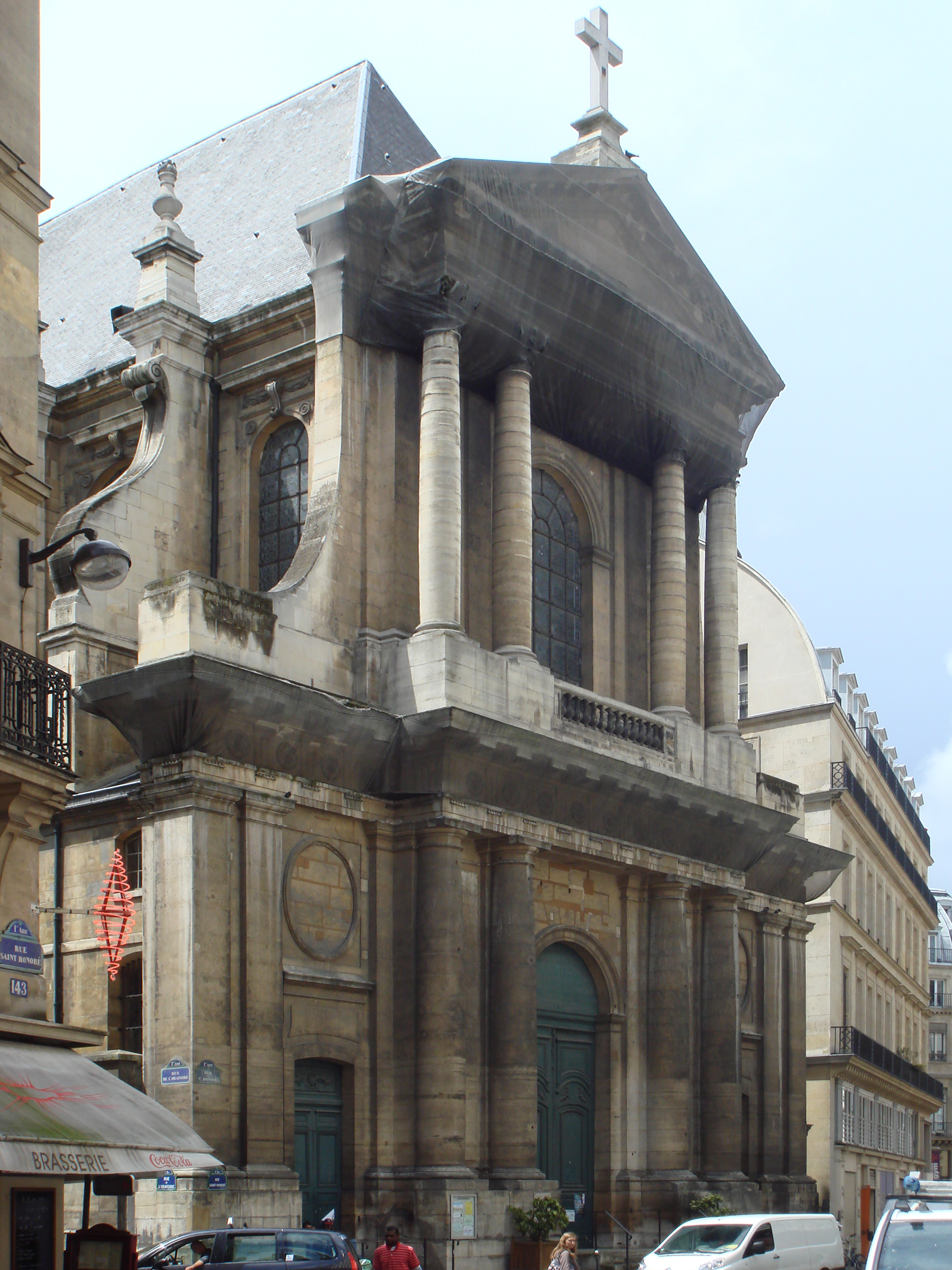
Fassade vor den Restaurierungsarbeiten (Rue Saint-Honoré)
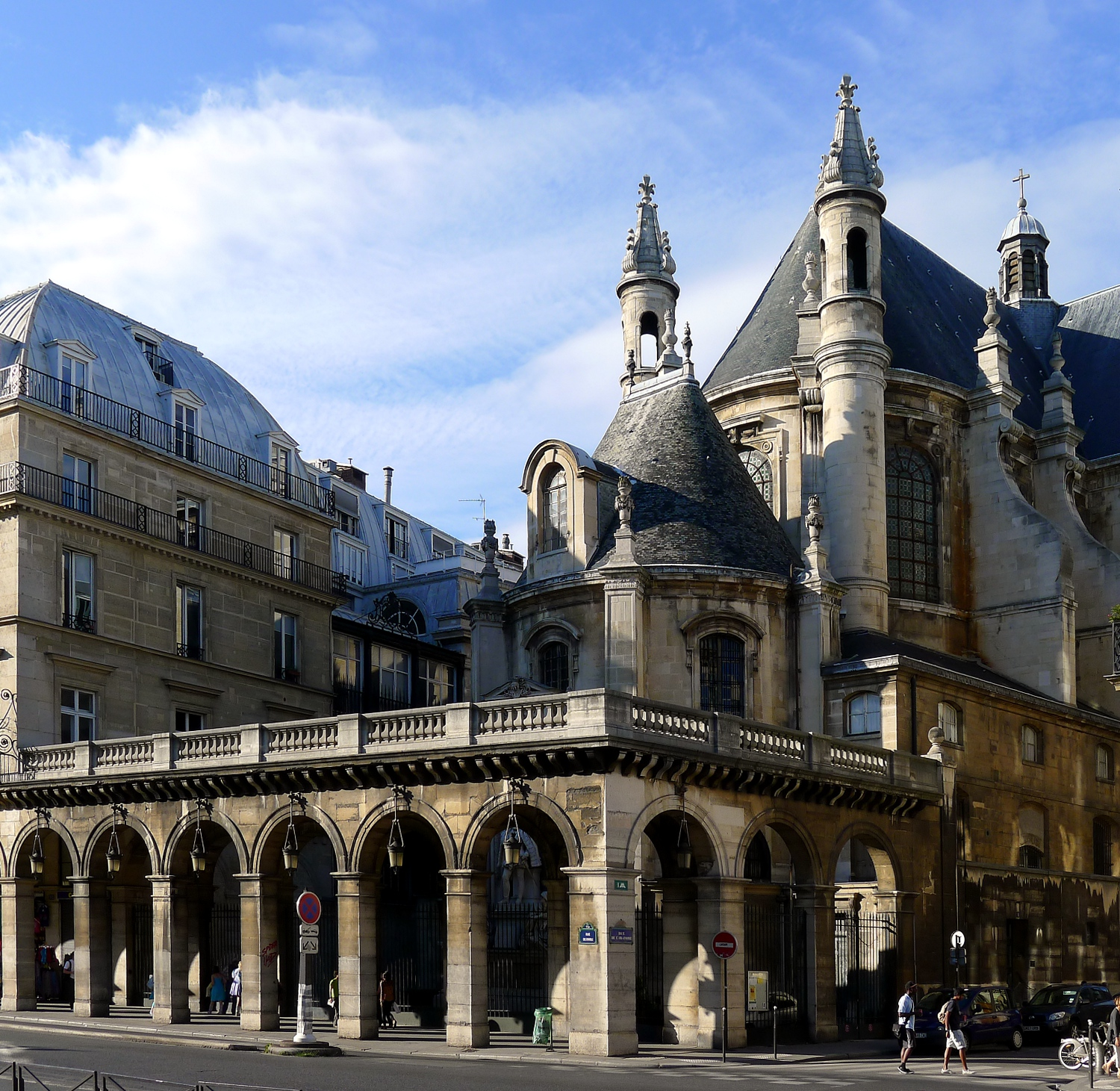
Blick auf die Kirche von der Rue de Rivoli
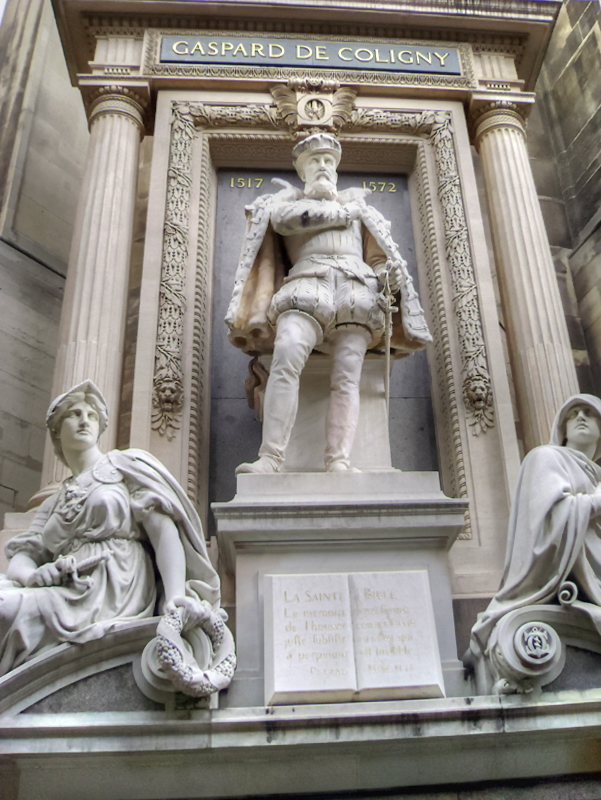
Statue von Gaspard de Coligny